# Narciso Mendoza, Tamaulipas
Narciso Mendoza är en ort i Mexiko.   Den ligger i kommunen Hidalgo och delstaten Tamaulipas, i den centrala delen av landet, 500 km norr om huvudstaden Mexico City. Narciso Mendoza ligger 358 meter över havet och antalet invånare är 242.
Terrängen runt Narciso Mendoza är platt. Runt Narciso Mendoza är det glesbefolkat, med 9 invånare per kvadratkilometer. Närmaste större samhälle är San Francisco, 13,0 km sydost om Narciso Mendoza. I omgivningarna runt Narciso Mendoza växer huvudsakligen savannskog.